# Tobias Smollett

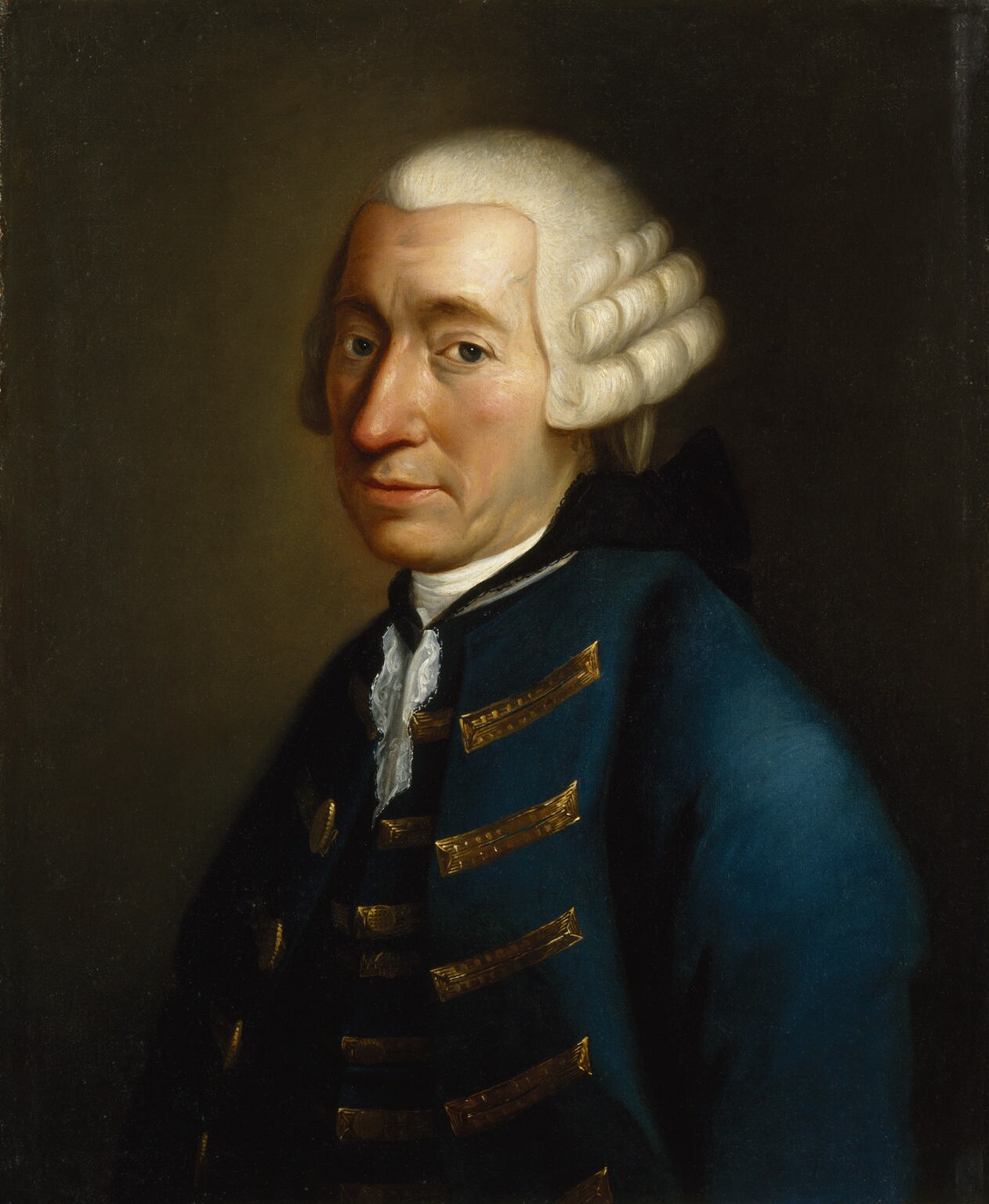
Tobias Smollett

Tobias George Smollett (19 maart 1721 - 17 september 1771) was een Schots romanschrijver. Hij is vooral bekend geworden door zijn schelmenromans Roderick Random en Peregrine Pickle.
In 1741 vertrok Smollett als scheepsarts naar West-Indië. In 1743 vestigde hij zich als arts in Londen, maar voelde zich al snel meer aangetrokken tot het schrijven. Aanvankelijk richtte hij zich op het schrijven voor toneel, maar hierin had hij geen succes. 
Zijn eerste gepubliceerde werk was een gedicht over de slag bij Culloden, maar hij vestigde zijn naam met de roman The Adventures of Roderick Random (1748). Hij slaagde er vervolgens in zijn toneelstuk The Regicide uitgegeven te krijgen, maar het stuk werd nooit opgevoerd. In 1750 reisde Smollett naar Frankrijk, waarmee hij inspiratie opdeed voor zijn tweede roman, The Adventures of Peregrine Pickle. Ook dit werk werd een groot succes. Met de publicatie van The Adventures of Ferdinand Count Fathom in 1753 was hij een gevestigd schrijver, die omging met andere literaire grootheden uit zijn tijd, zoals David Garrick, Oliver Goldsmith, Samuel Johnson en Laurence Sterne.
Hierna wijdde hij zich aan wat hij zag als zijn belangrijkste werk: A Complete History of England. Hieraan werkte hij van 1757 tot 1765. In die tijd voltooide hij tevens The Life and Adventures of Sir Launcelot Greaves (1760). 
Smollett vertrok na het verlies van zijn dochter met zijn vrouw naar het buitenland. Deze ervaring leidde tot het werk Travels through France and Italy (1766). Een bezoek aan Schotland bracht hem tot zijn laatste roman: The Expedition of Humphry Clinker (1771).
Zijn slechte gezondheid bracht hem ertoe een tijd door te brengen in Bath. Uiteindelijk vertrok hij naar Italië, waar hij overleed en werd begraven in Livorno.